# 根津利三郎
根津 利三郎（ねづ りさぶろう、1948年1月4日 - ）は、香川県出身の元通産官僚。

## 人物
1970年代から引き続いた、知識集約化・省資源化に労働者福祉基準と環境基準を加えた「産業構造ビジョン」1980年 の執筆に関わった。
またIT、科学技術の視点から産業政策の成否を著書にて論じている。日本の場合、強力な電子機器産業があるにも拘らず、それがIT革命に結実していかなかった。例えば、ISDNや光ファイバー網によるネットワーク計画が陳腐化・頓挫したのは、それらを生み出したNTTの過剰設備・過剰研究開発による「技術先行」に原因があるとし、技術開発が先行することでユーザーの利便を満足するような効率的経営ができないNTTのガバナンスの仕組みの問題点を取り上げている。

## 略歴
- 1966年 東京都立日比谷高等学校卒業
- 1970年 東京大学経済学部卒業、通商産業省入省
- 1975年 ハーバード・ビジネス・スクール修了
- 1988年 産業政策局国際企業課長
- 1990年 基礎産業局鉄鋼業務課長
- 1993年 通商政策局審議官（通商交渉担当）
- 1995年 OECD科学技術産業局長
- 2001年 経済産業研究所理事、富士通総研常務理事
- 2004年 富士通総研専務取締役
- 2018年 瑞宝中綬章受章

## 著作
- 『雇用改革』島田晴雄 + 根津利三郎（東洋経済新報社、2007年）
- 『IT戦国時代』（中央公論社、2002年）
- 『日本のモノづくり52の論点』共著（日本プラントメンテナンス協会編、2002年）

## 同期
旧 通産省入省同期には、原田義昭、林良造（東大公共政策院教授、経済産業政策局長）、岡本巌（JBIC理事、資源エネルギー庁長官）、坂井宏（日本商品先物取引協会副会長、大臣官房付（国土庁長官官房審議官〉）、中村利雄（愛知万博事務総長、中小企業庁長官）、井田敏（NEC執行役員常務、元九州通商産業局長）など。